# Sukamukti (Waluran)
Sukamukti is een bestuurslaag in het regentschap Sukabumi van de provincie West-Java, Indonesië. Sukamukti telt 7571 inwoners (volkstelling 2010).